# کنستانتینوگرادوفکا
کنستانتینوگرادوفکا (به لاتین: Konstantinogradovka) یک منطقهٔ مسکونی در روسیه است که در استان آمور واقع شده‌است.